# Ilie Cojocari
Ilie Cojocari (27 de julio de 1992) es un deportista rumano que compite en lucha grecorromana. Ganó una medalla de bronce en el Campeonato Mundial de Lucha de 2016, en la categoría de 71 kg.

## Palmarés internacional
| Campeonato Mundial | Campeonato Mundial | Campeonato Mundial | Campeonato Mundial |
| Año                | Lugar              | Medalla            | Categoría          |
| ------------------ | ------------------ | ------------------ | ------------------ |
| 2016               | Budapest (Hungría) | Medalla de bronce  | 71 kg              |